# Glenn Highway
Der Glenn Highway (Teil der Alaska Route 1) ist ein 301 km langer Highway in Alaska, der Anchorage mit Glennallen verbindet. Zusammen mit dem Tok Cut-Off (von Glennallen nach Tok), der häufig dem Glenn Highway zugerechnet wird, ergibt sich eine Gesamtlänge von 528 km.
Die Ursprünge des Highways gehen auf die 1930er Jahre zurück, als die Palmer Road Anchorage mit Palmer verband. Während des Zweiten Weltkriegs wurde die Straße von der Alaska Road Commission bis nach Glennallen fertiggestellt und Anchorage somit mit dem kontinentalen Highwaysystem verbunden.
Der Highway verläuft im breiten Tal zwischen den Talkeetna Mountains und den Chugach Mountains, auf den ersten knapp 50 km entlang des Knik Arms, einer Bucht des Cook Inlet, und dann bis Kilometer 170 parallel zum Matanuska River.
Der Name des Highways stammt von Edwin F. Glenn, einem Pionier der US-Armee, der während des Goldrauschs am Klondike eine inneralaskanische Route, den Valdez Trail, zu den Goldfeldern suchte.

## Verlauf

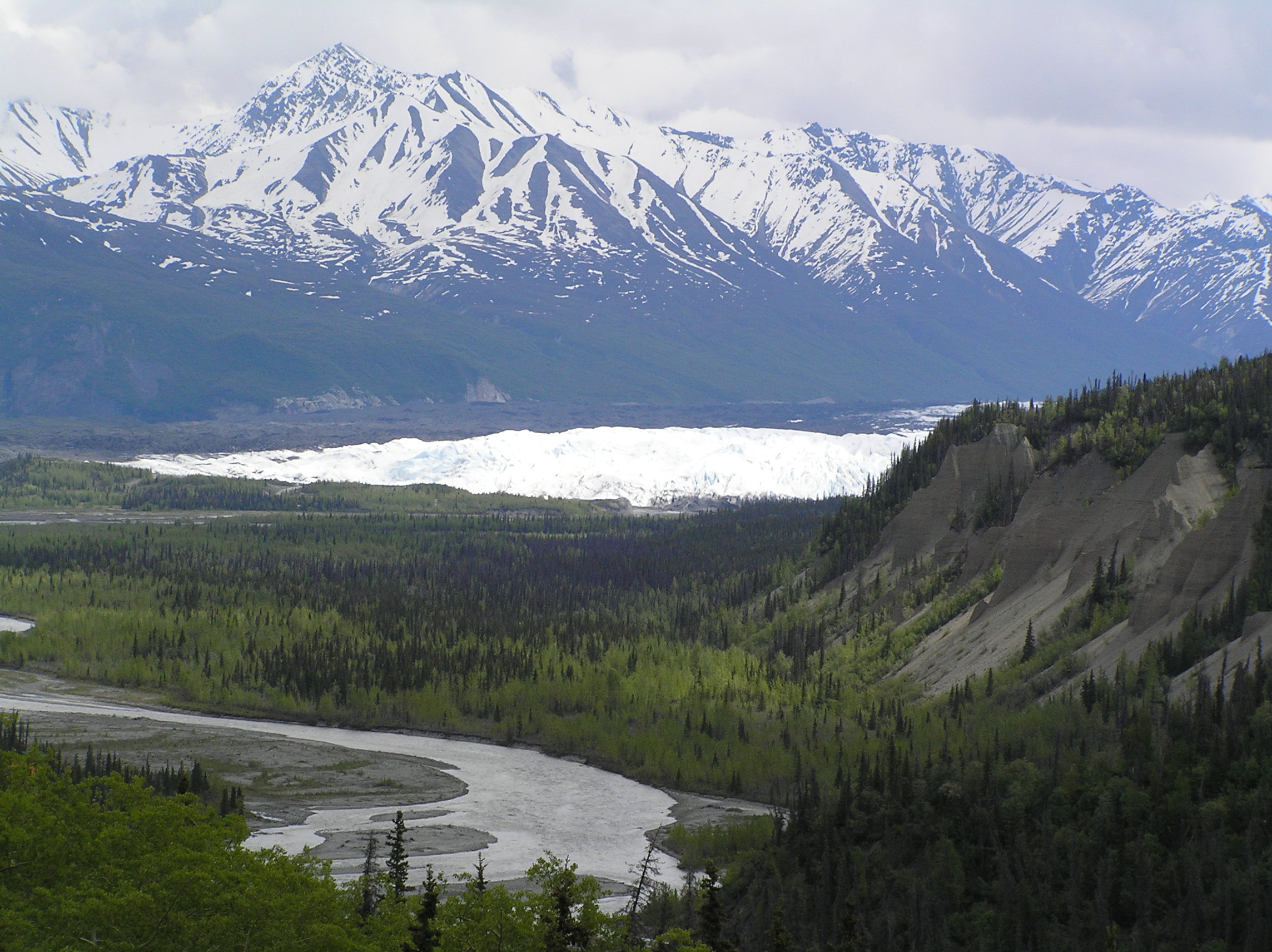
Der Matanuska-Gletscher vom Highway aus gesehen

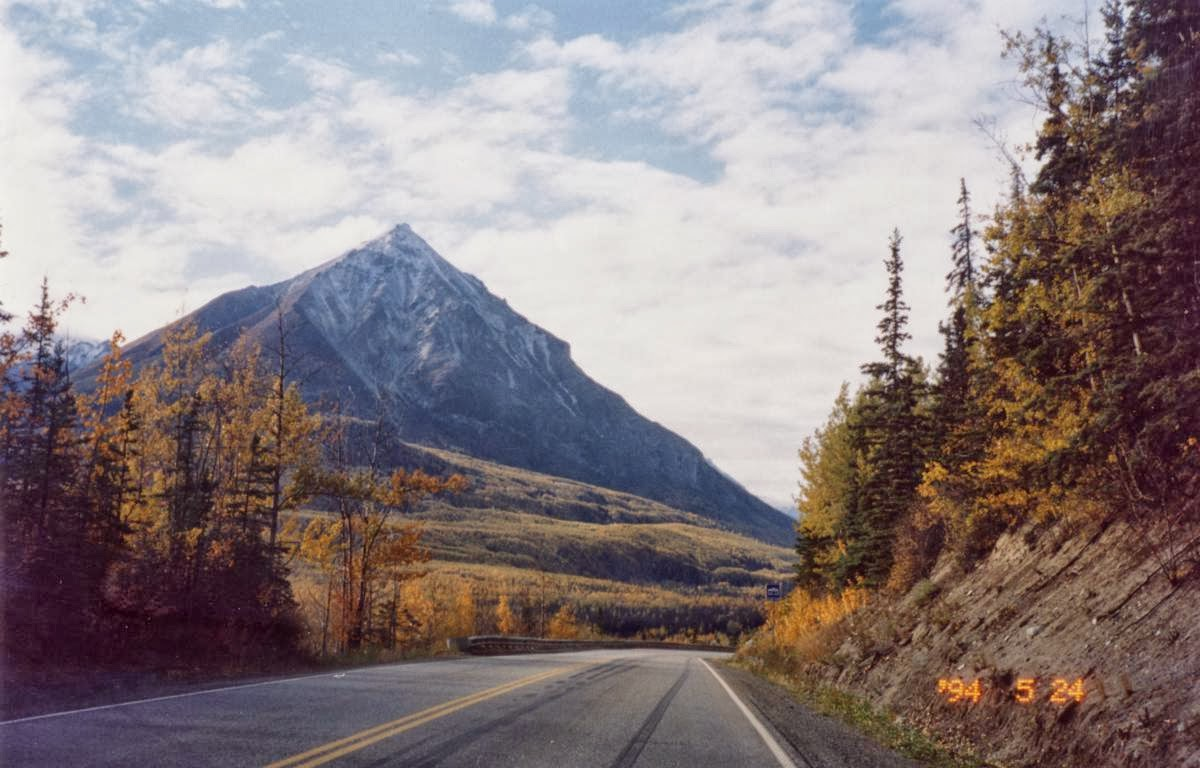
Glenn Highway bei Palmer

- 0 km: Der Highway beginnt in Anchorage
- 12 km: Fort Richardson
- 22 km: Eagle River, kleiner Ort, der nach dem Zweiten Weltkrieg im Einzugsgebiet von Anchorage am Highway entstand
- 34 km: Chugiak
- 42 km: Eklutna, Athabasca Indianerdorf mit 25 Einwohnern
- 50 km: drei Brücken über das Delta des Knik River
- 51 km: Brücke über den Matanuska River
- 57 km: Kreuzung mit dem George Parks Highway
- 68 km: Palmer, Stadt mit 3000 Einwohnern, 1916 als Bahnstation der Alaska Railroad gegründet
- 80 km: Kreuzung mit der Hatcher Pass Road
- 81 km: Die einzige Moschusochsen-Farm der Welt
- 98 km: Sutton, Ort mit 340 Einwohnern, 1918 als Kohlebergbau-Siedlung gegründet
- 123 km: Chickaloon, Dorf mit 150 Einwohnern
- 137 km: Long Lake, schmaler Canyon unterhalb des Highways
- 164 km: Matanuska-Gletscher
- 196 km: Tahneta Pass (914 m)
- 208 km: Eureka Summit (1.013 m)
- 251 km: Tazlina-Gletscher
- 267 km: Tolsona Mountain
- 301 km: Glennallen, Ort mit 900 Einwohnern am westlichen Rand des Wrangell-St.-Elias-Nationalparks, Endpunkt des Highways und Kreuzung mit dem Richardson Highway